# うるるんクエスト恋遊記
『うるるんクエスト恋遊記』（うるるんクエストこいゆうき）は、ディースリー・パブリッシャーから2005年7月28日にからPlayStation 2用ソフトとして販売された、RPG要素の強い恋愛アドベンチャーゲーム。

## あらすじ
物語の舞台は人間と魔族が存在する世界。いつしか霧が海や空を覆うように蔓延して人々の往来を妨げることになる。やがて人々は境を作って限られた範囲で暮らすことを考えた。その状態が何百年か続いた現在、人々は分断された別々の場所に街を作り平然と暮らしていた。街の外の事に興味を持つ者もほとんどいなくなっていた。
瑠璃は、活発で好奇心旺盛な女の子。そんな瑠璃がある日、不思議なアミュレットを拾ったことから瑠璃の周りに変化が訪れる。夏休みのある日、課題を済ませるために図書館に行った瑠璃は、町の外の世界に興味を抱く。ずっと深い霧に覆われていて、魔物に溢れた危険な世界。瑠璃は幼馴染2人の反対をおしきって、町の外へ行くことに。

## 人物紹介
瑠璃（るり） 声：小林麻由子
主人公。明るく元気、好奇心旺盛。恋には奥手。
月白（つきしろ） 声：石田彰
紫苑（しおん） 声：竹若拓磨
海松（みる） 声：石井真
紅（くれない） 声：森久保祥太郎
白銀（しろがね） 声：川本克彦
深栗（シェンリー） 声：福山潤
朱華（しゅか） 声：石津彩
伽羅（きゃら） 声：きっかわ佳代
紺碧（こんぺき） 声：石井隆夫
翡翠（ひすい） 声：吉川亜紀子
牡丹（ムータン） 声：葛谷知花
落霞（ラオシア） 声：石川悦子
向日（シャンリー） 声：小宮和枝
油烟（ユーイェン） 声：浜野基彦

## 関連商品
CD
- うるるんクエスト恋遊記 オリジナルサウンドトラック（2005年7月6日発売）
- うるるんクエスト恋遊記 ドラマCD〜ファンタジーの中に危機感もって命がけだった恋愛症候群〜（2005年7月21日）

書籍
- うるるんクエスト恋遊記 アンソロジーコミック（2005年9月30日発売）
- うるるんクエスト恋遊記 パーフェクトガイド（2005年10月3日発売）